# Beaupouyet
Beaupouyet település Franciaországban, Dordogne megyében. Lakosainak száma 558 fő (2022. január 1.). Beaupouyet Saint-Laurent-des-Hommes, Fraisse, Saint-Sauveur-Lalande, Saint-Martial-d’Artenset, Saint-Médard-de-Mussidan, Saint-Géraud-de-Corps és Saint-Géry községekkel határos.

## Népesség
A település népességének változása:
| Lakosok száma | 510  | 512  | 439  | 434  | 493  | 491  | 492  | 525  | 533  | 558  |
|               | 1968 | 1982 | 1990 | 2006 | 2013 | 2015 | 2017 | 2019 | 2020 | 2022 |